# Freist
Freist è una frazione del comune tedesco di Gerbstedt, nel land della Sassonia-Anhalt.
Fino al 24 gennaio 2010 ha costituito un comune autonomo.